# David Kolb
David A. Kolb (1939) is een leerpsycholoog en pedagoog uit de Verenigde Staten die zich met name richt op ervaringsgericht leren. Hij is bekend geworden door zijn theorie m.b.t. leerstijlen en de leercyclus.
Kolb behaalde zijn master en Ph.D in sociale psychologie aan de Harvard-universiteit. Hij werd later professor aan de Weatherhead School of Management die onderdeel is van de Case Western Reserve University in Ohio.

## Leerstijlen van Kolb

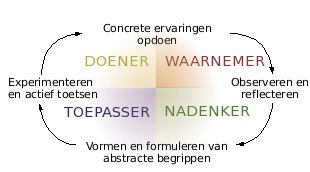
De vier leerstijlen van Kolb.

De leerstijlen van Kolb zijn gebaseerd op een theoretisch model van vier denkstappen (1983) (zie figuur). Deze theorie is een samenvatting van het werk van John Dewey, Kurt Lewin, en Jean Piaget. Voor deze stappen en de daarmee samenhangende leerstijlen ontbreekt echter een wetenschappelijke onderbouwing.
Kolb onderscheidt vier gedragingen en vier bijhorende leerstijlen:
- Doener, vertonen een combinatie van actief experimenteren en concreet ervaren. Ze hebben een voorkeur voor situaties waarin ze zo snel mogelijk aan de slag kunnen en leren het best wanneer er ruimte is voor oefenmomenten. De leerprocessen die doeners hanteren, steunen vooral op gissen en missen.
- Dromer, zij hebben een voorkeur voor concreet ervaren en reflectief observeren. Ze zoeken leersituaties op waarin zij zelf kunnen meemaken hoe iets in de praktijk uitpakt. Zij hebben de neiging problemen van alle kanten te bekijken en zien steeds weer nieuwe ingangen en oplossingen. Dromers leren heel snel via identificatie.
- Denker, combineren het reflectief observeren en abstract conceptualiseren. Zij zijn het liefst bezig met het vertalen van observaties in hypothesen en theorieën. Ze kunnen goed redeneren en zijn graag intellectueel bezig. Ze werken graag zelfstandig om de gelegenheid te krijgen zelf eerst een beeld te vormen van de theorie.
- Beslisser, zijn goed in en hebben een voorkeur voor abstract conceptualiseren en actief experimenteren. Zij gaan het liefst theorieën uitproberen in de praktijk en in experimenten. Ze nemen initiatief en durven experimenteren. Bij het hanteren van een probleem gaan zij deductief en probleemoplossend te werk. Ze functioneren optimaal als zij een leertaak kunnen beginnen met kennisname  van duidelijk en beknopt geformuleerde regels en principe, die zij dan in een oefensituatie kunnen verwerken.

## Leercyclus van Kolb

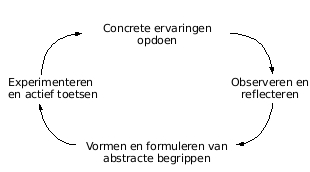
Een schematische voorstelling van de leercylus van Kolb.

Volgens Kolb is efficiënt leren dat leidt tot een duurzame gedragsverandering het resultaat van het cyclisch doorlopen van een proces waarbij een viertal gedragingen op elkaar inhaken. Daarbij staan de leeractiviteiten centraal en niet de leerstofopbouw. Dit impliceert een constructivistische opvatting over het leren in plaats van een instructivistische opvatting. In een eerdere fase ontwikkelden Mark en Patrick in CaSa Saint Trudo de zogenoemde Reflectiecyclus van CaSa naar analogie van Kolbs leercyclus.
De vier gedragingen zijn:
- Concreet ervaren of ondervindend leren. Het opdoen van een fysieke en werkelijke ervaring met de realiteit staat hier centraal. Belangrijk hierbij is dat men zonder vooroordelen met een zeker inlevingsvermogen openstaat voor nieuwe ervaringen.
- Reflectief observeren of reflecterend leren. Nadenken over de waargenomen werkelijkheid. Terwijl een handeling verricht wordt, wordt onze aandacht getrokken door allerlei bedoelde of niet-bedoelde effecten van de handeling. Hierop kunnen we reflecteren. Hiervoor moeten de ervaringen vanuit verschillende standpunten bekeken worden.
- Abstract conceptualiseren of conceptualiserend leren. Er wordt nagegaan in hoeverre de ervaringen en reflecties die samenhangen met deze éne handeling ook overeenkomen met de bevindingen die eerder zijn opgedaan. Zit er een rode draad in het verhaal? Kan er tot een algemene stelling besloten worden? Er wordt een hypothese geformuleerd die in de toekomst getoetst wordt.
- Actief experimenteren of experimenterend leren. Er wordt getoetst of de basisstelling - model of schema - in de realiteit stand houdt. Dit gebeurt experimenteel door middel van nieuwe handelingen. Met andere woorden: men past het geleerde toe in een andere dan de eerder ervaren context. Om dit te kunnen doen moet men in staat zijn beslissingen te nemen en die daadwerkelijk uit te voeren.

De laatste stap leidt tot het opdoen van nieuwe ervaringen met nadien weer reflectiemomenten en concept- of begripsvorming, zodat de leercyclus heel vlug, en steeds opnieuw, rondgemaakt wordt naar een hoger niveau.
De kernactiviteit van elk onderdeel van de cyclus komt samengevat neer op achtereenvolgens:
- Onderdompelen (waarneming)
- Verhelderen (reflectie)
- Verklaren (inzicht)
- Toepassen (oefening in een andere context),

waarbij eerst inductief (van concreet naar algemeen) en vervolgens deductief (van algemeen naar concreet) te werk wordt gegaan.
Aan deze cyclus beantwoordt de Reflectiecyclus van Korthagen.

## Kritiek
Er is veel fundamentele kritiek van wetenschappelijke onderzoekers op Kolb en zijn model omdat er geen goede onderbouwing zou zijn: Basuray (1982), Coffield, Moseley, Hall & Ecclestone (2004), Jonassen & Grabowski (1993), en Wierstra & de Jong (2002). De laatste onderzoekers zetten ook grote vraagtekens bij het denkmodel van Kolb waarop zijn leerstijlenmodel gebaseerd is. In 2016 heeft Kirschner een oproep gedaan om leerstijlen in het geheel niet meer in te zetten voor onderwijsdoeleinden op welke manier dan ook vanwege het gebrek aan wetenschappelijk bewezen validiteit.